# Vanzosaura rubricauda
Vanzosaura rubricauda är en ödleart som beskrevs av  George Albert Boulenger 1902. Vanzosaura rubricauda ingår i släktet Vanzosaura och familjen Gymnophthalmidae. Inga underarter finns listade i Catalogue of Life.
Arten förekommer i centrala Sydamerika från sydvästra Brasilien över Bolivia till norra Paraguay och norra Argentina. Habitatet utgörs av savannlandskapen Gran Chaco och Cerradon. Honor lägger ägg.
I begränsade regioner hotas beståndet av landskapets omvandling till jordbruks- och betesmarker. Vanzosaura rubricauda är allmänt sällsynt men den har ett stort utbredningsområde. IUCN listar arten som livskraftig (LC).